# My Foolish Heart (chanson)
Pour l’album de Keith Jarrett, voir My Foolish Heart (album de Keith Jarrett).
My Foolish Heart est une chanson composée en 1949 par Victor Young et dont les paroles sont de Ned Washington. C'est un standard de jazz.

## Source de la traduction
- (en) Cet article est partiellement ou en totalité issu de l’article de Wikipédia en anglais intitulé « My Foolish Heart (song) » (voir la liste des auteurs).